# F-BLOOD
F-BLOOD（エフブラッド）は、日本の音楽ユニット。元チェッカーズのメンバー・実の兄弟の藤井フミヤ、藤井尚之によって構成。

## 概要・来歴
ユニット名は藤井フミヤと藤井尚之の二人が福岡県久留米市出身の実の兄弟であることから「藤井家の血」という意味を以て名付けられた。1983年から1992年までチェッカーズのメンバーとして共に活動し、グループ解散後はそれぞれソロ活動を行なっている。1995年12月27日、マリンメッセ福岡にて「F-BLOOD」と題した一夜限りの兄弟ジョイントライブを開催。1997年9月、正式にユニットとして結成。
兄の藤井フミヤが作詞、弟の藤井尚之が作曲をそれぞれ担当する。兄弟ならではのグルーブ感とハモリが特徴的である。
ソロ活動の傍らで行なっているユニットのため活動は不定期である。どちらかが死ぬまで解散はないと明言している。
2017年、結成20周年。同年3月30日と5月24日、新曲を2曲発表、同年6月21日に9年振りのオリジナル・アルバム『POP'N'ROLL』をリリース。全国ライブハウスツアーを行なった。
2020年3月30日、同年4月8日発売アルバム『Positive』に伴うライブ・ツアー「F-BLOOD LIVE TOUR 2020」の中止を発表。同年4月10日、フミヤの公式YouTubeチャンネルにて「F-BLOOD YouTube スペシャルプログラム」と題し、アコースティックライブ＆トークを配信。5月には4週に渡り「リモートライブ2020」と銘打ち、「F-BLOOD LIVE TOUR 2020」で披露される筈であったセットリストの一部を配信。

## メンバー
藤井フミヤ（ふじい ふみや）
ボーカル、コーラス、ブルースハープ、アコースティック・ギター、エレクトリック・ギター。作詞担当。
藤井尚之（ふじい なおゆき）
ボーカル、コーラス、サックス、アコースティック・ギター、エレクトリック・ギター。作曲担当。

## 作品

### シングル
1. 「I」 （1997年11月26日）
2. SHOOTING STAR （1998年1月21日）
  - NHK「長野オリンピック」放送テーマ
3. 天国までの百マイル （2000年11月22日）
  - 同名の日活映画の主題歌
4. 未来列車 （2017年4月19日）配信限定
  - 「朝だ!生です旅サラダ」 エンディング・テーマ（2017年4月 - 2020年3月）
5. 孤独のブラックダイヤモンド （2017年5月24日）配信限定
  - 中京テレビ「PS純金」7月度エンディング・テーマ
6. Story road （2024年2月2日）配信限定
  - 「朝だ!生です旅サラダ」 エンディング・テーマ（2023年4月 -）[2]

### アルバム
1. F-BLOOD （1998年3月11日）
  - (UHQCD)（2017年6月21日）
2. F-BLOOD LIVE （1998年6月3日）
  - (UHQCD)（2017年6月21日）
3. Ants （2008年1月23日）
  - 2曲目『恋するPOWER』 - バイク王CM曲
  - 12曲目「Serendipity」 - 西鉄CM曲
4. POP'N'ROLL （2017年6月21日）
  - 3曲目『未来列車』 - 「朝だ!生です旅サラダ」エンディング・テーマ（2017年4月 - 2020年3月）
  - 4曲目『Make me』 - 「情報ライブ ミヤネ屋」エンディング・テーマ
5. Positive （2020年4月8日）
  - 1曲目『君を探しに』 - 「朝だ!生です旅サラダ」テーマソング（2020年4月 - 2023年3月）

### DVD
1. F-BLOOD LIVE（VHS:1998年9月18日/DVD:2017年6月21日）
2. F-BLOOD TOUR 2008 Ants（2008年8月11日）
3. FF & Bare 2014 Special Live F-BLOOD（2014年/FC会員限定・期間限定販売）
4. F-BLOOD 20th Anniversary POP ‘N’ ROLL TOUR 2017（2018年/FC会員限定・期間限定販売）
5. F-BLOOD 25th Anniversary TOUR 2022（2023年/FC会員限定・期間限定販売）

### 提供作品
- KANIKAPILA「イッちゃえ! I LOVE YOU!」「青春白書」
- 氣志團「BANG ON!」
- 古手川祐子「あなたと…」
- 猿岩石「白い雲のように」
- Sowelu「雨粒のBirthday」
- タッキー&翼「Daydreamer」
- TUBE「危ない女 懲りない男」
- V6「GENERATION GAP」
- MAKOTO（真箏）「MINE」
- 純烈「奇跡の恋の物語」

## ライブ
- One Night Joint Concert（1995年12月27日）
- 1998 CONCERT TOUR（1998年9月7日 - 10月24日）
- クラブ★フジイTOKYO feat.F-BLOOD（2007年12月30日 ）
- TOUR 2008 "Ants"（2008年4月26日 - 6月6日）
- F-BLOOD FF & Bare 2014 Special Live（2014年3月1日-3月30日）※FC会員限定ライブ（9公演）
- F-BLOOD 20th Anniversary POP ‘N' ROLL TOUR 2017 （2017年9月17日 - 11月24日）（26公演）
- F-BLOOD LIVE TOUR 2020（2020年4月25日 - 6月28日）※全公演中止（概要・来歴項参照）
- F-BLOOD ONLINE LIVE 2020（2020年7月11日）※生配信ライブ
- F-BLOOD 25th Anniversary TOUR 2022 （2022年10月5日 - 12月25日）（16公演）

## メディア出演

### テレビ
- BS☆フジイ（2008年1月13日、BSフジ）
- Make On The Holiday（2008年1月19日、MUSIC ON! TV） ※SHIBUYA BOXXにて公開生放送
- ラジかるッ（2008年1月22日、日本テレビ） - ライブコーナーに出演
- はなまるマーケット（2008年1月23日、TBSテレビ） - はなまるカフェコーナーに出演
- カートゥンKAT-TUN（2008年1月23日、日本テレビ） - 100Qコーナーに出演
- チューボーですよ!（2008年2月16日、TBSテレビ）[3]
- 音楽の日 2017（2017年7月15日、TBSテレビ）
- 情熱大陸ライブ2017 OSAKA（2017年9月7日、TBSチャンネル）※2017年7月22日に大阪万博記念公園で行われた野外フェスの模様を放送[4]
- 生中継！ F-BLOOD 20th Anniversary POP ’N’ ROLL TOUR 2017（2017年11月24日、WOWOWライブ） ※ライブツアー最終日の模様を生中継
- SONGS 第451回「冬の熱戦を盛り上げた歌」（2018年2月8日、NHK総合）
- 歌える！J-POP黄金のヒットパレード決定版 80'sから90'sのヒット曲（2020年5月30日、NHK BSプレミアム）
- 朝だ!生です旅サラダ（朝日放送テレビ）
  - 2017年4月15日
  - 2018年4月7日
  - 2019年4月20日
  - 2020年9月12日、ゲストの旅コーナーに出演。鹿児島県指宿枕崎線を列車で旅する。
  - 2022年10月8日
  - 2024年2月3日
- オトナの楽園 昇太秘密基地 #3 - #5（BS朝日）
  - 2020年4月22日「F-BLOOD 基地でハチミツが採れる養蜂場作り」・4月29日「F-BLOOD 養蜂・看板作り」・5月6日「F-BLOOD 燻製器作り・セッション」[5]※3週連続企画